# Kasteel van Westerlo
Het Kasteel van Westerlo, ook wel Kasteel de Merode of De Merodekasteel, is een kasteel te Westerlo in de provincie Antwerpen. In 1484 kwam het kasteel in het bezit van de familie de Merode, die het nog steeds bewoont.

## Architectuur
De donjon van het kasteel werd door de heren van Wezemaal gebouwd. De juiste bouwdatum is onbekend, maar waarschijnlijk vond de bouw tijdens de tweede helft van de veertiende eeuw plaats. De massieve muren van de donjon hebben een dikte van 2,75 m.

## Interieur
Vermeldenswaardig is het 18de-eeuwse goudleder dat de salons siert. De ridderzaal en de huiskapel werden in de 19de eeuw aangekleed in neogotische stijl.

## Evenementen
- Jeanne d'arc de musical (2024)
- Kerstmagie - Kerstmagie op zijn kop! (2022)
- Kerstmagie - De Nacht van de Twinkelings (2021)
- 1830 (2021)
- Kerstmagie V (2019)
- In april 2019 werd in het kasteel van Westerlo het huwelijk gevierd van prins Thierry de Merode Westerlo met Laure Laroche (zie: Point de vue, 24 april 2019)
- Kerstmagie IV (2018)
- Rubens de Musical (2018)
- Coppa Classic IIIII (2018)
- Kerstmagie III (2017)
- Coppa Classic IIII (2017)
- Kerstmagie II (2016)
- Albert I de Musical (2016)
- Coppa Classic III (2016)
- Kerstmagie I (2015)
- Coppa Classic II (2015)
- Marie-Antoinette de Musical (2014)
- Coppa Classic I (2014)

## Renovaties
Het kasteel wordt verwarmd op basis van aquathermie, waarbij een geothermische warmtepomp de vijvers rond het kasteel als bron gebruikt

## Zie ook

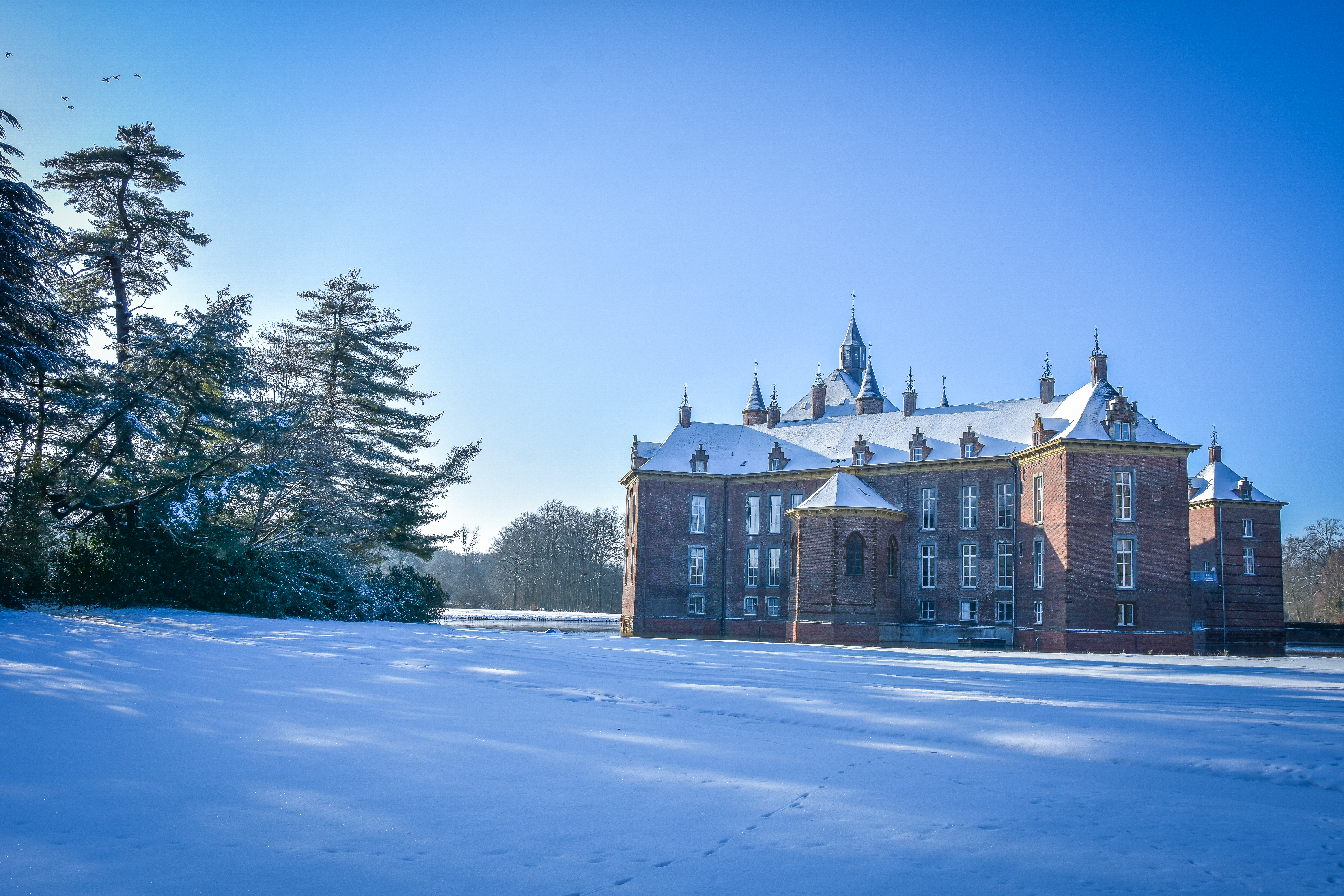
Kasteel de Merode (februari 2021)